# Małgorzata Pawlicka-Yamazaki
Małgorzata Pawlicka-Yamazaki (ur. w 1957) – polska reporterka, redaktorka, tłumaczka literatury anglojęzycznej, działaczka opozycji w PRL.

## Życiorys

### Działalność opozycyjna w PRL
Małgorzata Pawlicka przed 1980 rokiem pracowała m.in. przy tworzeniu makiet Robotnika; współpracowała z Ewą Kulik przy informowaniu prasy zachodniej o strajkach w sierpniu 1980 roku. W 1981 roku pracowała jako reporterka Agencja Prasowej Solidarność. W pierwszym dniu stanu wojennego została zatrzymana przez siły bezpieczeństwa.
Była jedną z współzałożycielek „Informacji Solidarności” (pierwszy numer ukazał się 16 grudnia 1981 roku), a następnie była jedną z siedmiu współtwórczyń i reporterką „Tygodnika Mazowsze” (1982–1989). Obsługiwała również składopis. W Tygodniku pracowała od jego pierwszego „wojennego” wydania (wydanego 11 lutego 1982 roku, nr 2, bo za numer 1 uznano niewydany, ale przygotowany do druku przez Jerzego Zieleńskiego przed wprowadzeniem stanu wojennego) do 1983 roku, gdy po wyjściu za mąż za japońskiego korespondenta, spodziewała się dziecka. Jesienią 1983 roku wyjechała na kilka lat z Polski.

### Po 1989 roku
Po czerwcu 1989 roku wyjechała z mężem na 3,5 roku do Japonii. Po powrocie pracowała jako redaktorka naukowa w dużym wydawnictwie.
Jest tłumaczką wielu książek z j. angielskiego, m.in.:
- Richard Dawkins – Wspinaczka na szczyt nieprawdopodobieństwa (tłum. 1998)
- Słownik uczonych (tłum. 2002, wraz z Piotrem Amsterdamskim i Bolesławem Orłowskim)
- Andrew McIndoe – Krzewy ozdobne (tłum. 2007)
- Margaret Blackstone – Stwardnienie rozsiane: przyczyny choroby, objawy, metody leczenia: poradnik dla chorych i ich rodzin (tłum. 2007)
- Francis S Collins – Język Boga: kod życia – nauka potwierdza wiarę (tłum. 2008)
- Charles Darwin – O powstawaniu gatunków drogą naturalnego doboru, czyli o utrzymywaniu się doskonalszych ras w walce o byt (tłum. 2009)
- Ogród: praktyczny poradnik dla początkujących ogrodników (tłum. 2009)
- Ruth Binney – Ogród naturalnie i tradycyjnie : z poradnika babuni (tłum. 2009)
- John E. Bryan – Piękne kwiaty: rośliny rozmnażane z cebul, kłączy i bulw (tłum. 2010).

Jest również autorką książki:
- Historia naturalna jednego instytutu 1918–2018: 100 lat Instytutu Biologii Doświadczalnej im. Marcelego Nenckiego PAN w Warszawie[20].